# Râul Țepeșeni
Râul Țepeșeni este un curs de apă, afluent al râului Bicaz. 

### Harți
- Harta Munții Hășmaș  Arhivat în 26 iunie 2008, la Wayback Machine.
- Harta Munții Ceahlău  Arhivat în 28 iunie 2008, la Wayback Machine.